# سید حسین حسینی (دامپزشک)
سید حسین حسینی (متولد ۱۳۳۸) دامپزشک ایرانی و استاد دانشکدهٔ دامپزشکی دانشگاه تهران است. او از شهریور ۱۴۰۳ تا اردیبهشت ۱۴۰۴ سرپرست دانشگاه تهران بود. 
او همهٔ دوره‌های تحصیلی را در دانشکدهٔ دامپزشکی همین دانشگاه گذرانده است.

## سوابق اجرایی
او در دورهٔ ریاست رضا فرجی دانا بر دانشگاه تهران معاون آموزشی دانشگاه تهران بود و از ۱۳۸۰ تا مرداد ۱۳۸۵ این سمت را بر عهده داشت.
او مجدداً از مرداد ۱۳۹۴ تا مرداد ۱۴۰۰ معاونت آموزشی دانشگاه تهران را بر عهده داشت.
او همچنین از سال ۱۳۹۲ تا مرداد ۱۳۹۴ مدیر کل دفتر گسترش آموزش عالی وزارت علوم و از سال ۱۳۷۶ تا ۱۳۸۰ نیز رئیس دانشکدهٔ دامپزشکی دانشگاه تهران بود.